# NGC 1234

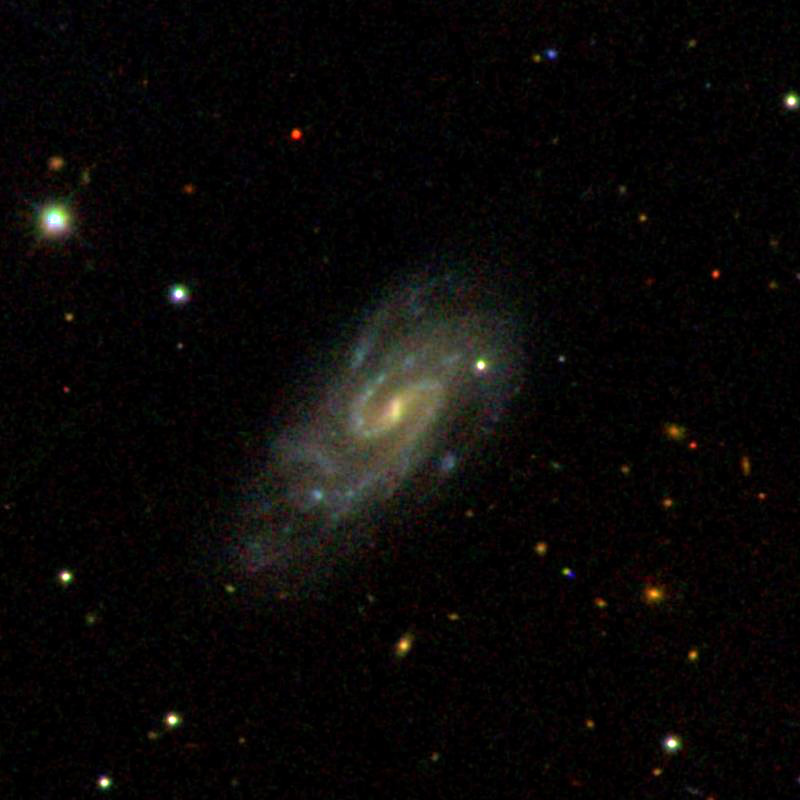
由斯隆数字化巡天获取的NGC 1234图像

NGC 1234 是波江座的一個星系，由法兰斯·莱文沃思于1886年发现。NGC 1234属棒旋星系。该星系的星等为14.2，表面亮度为14.6，其他名称包括“PGC 11813”、“MCG -01-09-011”。